# Trichaulax sericea
Trichaulax sericea är en skalbaggsart som beskrevs av Oliver Erichson Janson 1905. Trichaulax sericea ingår i släktet Trichaulax och familjen Cetoniidae. Inga underarter finns listade i Catalogue of Life.